# Golčův Jeníkov
Golčův Jeníkov, (németül: Goltsch-Jenikau) város Csehországban, a Havlíčkův Brod-i járásban, Vysočina kerületben. Történetileg Csehország (Cseh Királyság) és a Morva Őrgrófság határán feküdt, a cseh oldalon. Népessége ma kb. 2500 fő.
Hozzá tartozó települések:
- Kobylí Hlava
- Nasavrky
- Římovice
- Sirákovice
- Stupárovice
- Vrtěšice

## Népessége
| Év        | 1970  | 1980  | 1991  | 2001  | 2003  |
| Lélekszám | 2 874 | 2 758 | 2 746 | 2 604 | 2 644 |

A település népessége az elmúlt években az alábbi módon változott:
| Lakosok száma | 4322 | 3732 | 3731 | 3002 | 2758 | 2656 | 2639 | 2680 | 2689 | 2821 |
|               | 1869 | 1900 | 1921 | 1961 | 1980 | 2014 | 2017 | 2020 | 2022 | 2025 |

## Nevezetes lakói, szülöttei
- Jonathan Ha-Levi Altar (1755-1855), cseh rabbi Jonas Altar
- Meir Ha-Levi Altar (1803-1868)
- Kornfeld Áron (1795. augusztus 2. - 1881. október 26.), cseh-osztrák talmudista ()
- Kornfeld Zsigmond, bankár
- Jarmila Kratochvilova, atléta
- Ptačovský Klement, botanikus

## Statisztika
- statnisprava.cz